# チャーチルダウンズステークス
チャーチルダウンズステークス（Churchill Downs Stakes）は、アメリカ合衆国ケンタッキー州ルイビルのチャーチルダウンズ競馬場にて開催される競馬の競走である。

## 概要
ダート7ハロンで施行され、出走条件は4歳以上馬。ケンタッキーダービーと同日に開催されている。
1911年に創設。1992年から1997年までG3、1998年から2018年はG2に格付けされていた。
2019年よりG1に昇格される。
2020年は新型コロナウイルスの感染拡大の影響で5月2日に開催予定だったが、開催取り止めとなった。

### 施行条件の変遷
元々1マイル1/8（約1800メートル）のレースとして創設されたが1914年から1937年まで開催が無く、1938年の再開から1955年まで6ハロン(約1200メートル）から1マイル（約1600メートル）まで条件が安定しなかったが、1956年から現在までは7ハロンで行われている。
創設当初はハンデキャップ競争で行われていたが、2007年からはステークスアローワンス競争（性別や年齢等の条件によって出走馬の斤量が決められた競争）に変更されて現在の名称になった。
2000年に一度だけウィナーコムハンデキャップと名称が変わっている。

## 近年の勝ち馬
- 2025 - Mindframe
- 2024 - Gun Pilot
- 2023 - Cody's Wish
- 2022 - Jackie's Warrior
- 2021 - Flagstaff
- 2019 - Mitole
- 2018 - Limousine Liberal
- 2017 - Limousine Liberal
- 2016 - Catalina Red
- 2015 - Private Zone
- 2014 - Central Banker
- 2013 - Delaunay
- 2012 - Shackleford
- 2011 - Aikenite
- 2010 - Atta Boy Roy
- 2009 - Accredit
- 2008 - Elite Squadron
- 2007 - Saint Anddan
- 2006 - Tricky Trevor
- 2005 - Battle Won
- 2004 - Speightstown
- 2003 - Aldebaran
- 2002 - D'Wildcat
- 2001 - Alannan
- 2000 - Straight Man